# Saint-Julien-en-Vercors
Pour les articles homonymes, voir Saint-Julien.
Saint-Julien-en-Vercors est une commune française située dans le département de la Drôme en région Auvergne-Rhône-Alpes.
Ses habitants sont dénommés les Saint-Juliennois.

## Géographie

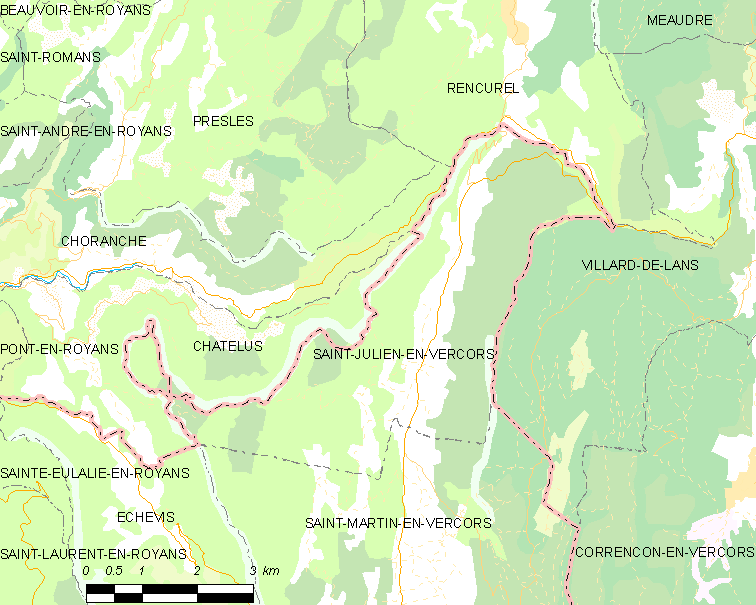
Plan du territoire de Saint-Julien en Vercors.

### Localisation
Le territoire de Saint-Julien-en-Vercors se situe dans la partie centrale du massif du Vercors. Le bourg est situé à 13 km au nord de La Chapelle-en-Vercors, son ancien chef-lieu de canton et à 16 km de la petite ville de Villard-de-Lans, principale agglomération du massif du Vercors.
Le bourg de Saint-Julien-en-Vercors se situe à environ 92 km de Lyon (préfecture de la région Auvergne-Rhône-Alpes) ainsi qu'à environ 195 km de Marseille et 486 km de Paris.

### Relief et géologie
La commune est située en zone de basse et de moyenne montagne entre 400 mètres et 1 500 mètres d'altitude bordée à l'est par les falaises de la crête de Chalimont, au nord et à l'ouest par la vallée de la Bourne et au sud par le plateau historique du Vercors central drainé par la Vernaison.
Le territoire de Saint-Julien-en-Vercors présente la particularité d'être situé à la rencontre des principales parties qui composent le massif du Vercors : « Les saint-juliennois peuvent tourner leurs regards (...) aussi bien vers le Vercors central que vers les Quatre-Montagnes, les Coulmes, la bordure des Hauts-plateaux. Et même le Royans ».
Le massif pré-alpin du Vercors est la résultante de la couverture sédimentaire détachée des Massifs cristallins externes de la chaîne alpine, située plus à l'est. Le plateau du Vercors, présente une altitude est comprise entre 1 000 et 1 500 mètres. Ce plateau se relève dans sa partie sud et s'abaisse vers le nord en direction de la vallée de la Bourne dans le secteur du territoire de Saint-Julien-en-Vercors. L'altitude du massif décroît également de l'est vers l'ouest et présente de nombreuses failles (confère la carte géologique)[réf. nécessaire].
Sites particuliers :
- L'Allier est un mont (1275 m), attesté en 1891, des communes d'Échevis et de Saint-Julien-en-Vercors. Il était dénommé Lallier en 1505 (archives de la Drôme, fonds du Vercors)[6].
- Crête de Chalimont[7] ;
- Pas de la Charmate[7] ;
- Pas de l'Echarasson[8],[7] ;
- Pas des Voûtes[7] ;
- Pas et gorge du Foulier[8] ;
- Rochers de Chalimont[7] ;
- Rochers du Bournillon[7].

#### Géologie
Le massif du Vercors est un massif de type karstique où les circulations souterraines orientées dans ce système de failles qui entraînent en conséquence un assèchement de la surface au profit d'une circulation d'eaux souterraines ressortant du massif sous forme d'exsurgences telles que celle du Bournillon, situés en limite du territoire saint-juliennois,.
Le village est situé sur le faciès urgonien du Vercors (environ 129,4 à 100,5 Ma, fin du Crétacé inférieur)[réf. nécessaire].
La commune possède une carrière d'onyx (minéral) (lieu-dit Les Alberts)[réf. nécessaire].
La reculée des Grands Goulets est un site géologique remarquable de 1 645,95 hectares, parcouru par la Vernaison, qui se trouve à proximité de la commune de Saint-Julien-en-Vercors, en partie sur le territoire des communes voisines de Saint-Martin-en-Vercors et d'Échevis donne un bel exemple des caractéristiques propres au massif du Vercors. En 2014, ce site a été classé à l'« Inventaire du patrimoine géologique ».

### Hydrographie

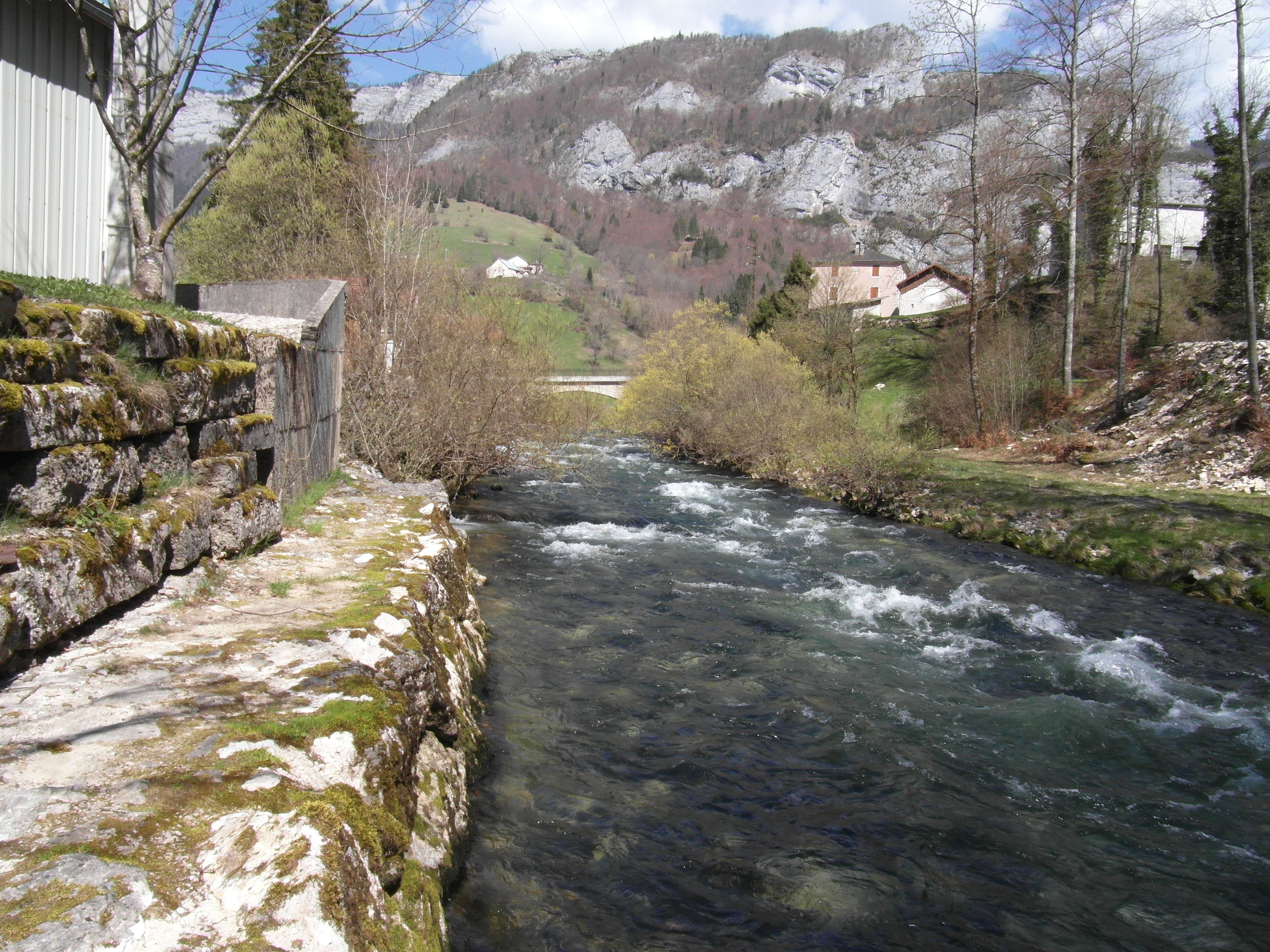
la bourne entre Rencurel (à gauche) et St Julien en Vercors (à droite).

Le principal cours d'eau de la commune est la Bourne (affluent de l'Isère). Sa longueur est de 43,1 km. Elle prend sa source sur le territoire de la commune de Lans-en-Vercors au lieu-dit les Jailleux et délimite Saint-Julien-en-Vercors, dans sa partie septentrionale, avec les communes iséroises de Rencurel et Choranche[réf. nécessaire].

### Climat
Pour des articles plus généraux, voir Climat d'Auvergne-Rhône-Alpes et Climat de la Drôme.
En 2010, le climat de la commune est de type climat de montagne, selon une étude du Centre national de la recherche scientifique s'appuyant sur une série de données couvrant la période 1971-2000. En 2020, Météo-France publie une typologie des climats de la France métropolitaine dans laquelle la commune est exposée à un climat de montagne ou de marges de montagne et est dans la région climatique  Alpes du nord, caractérisée par une pluviométrie annuelle de 1 200 à 1 500 mm, irrégulièrement répartie en été. 
Pour la période 1971-2000, la température annuelle moyenne est de 8,6 °C, avec une amplitude thermique annuelle de 16,2 °C. Le cumul annuel moyen de précipitations est de 1 293 mm, avec 10,5 jours de précipitations en janvier et 7,1 jours en juillet. Pour la période 1991-2020, la température moyenne annuelle observée sur la station météorologique de Météo-France la plus proche, « Villard-de-Lans », sur la commune de Villard-de-Lans à 8 km à vol d'oiseau, est de 8,0 °C et le cumul annuel moyen de précipitations est de 1 270,0 mm,. Pour l'avenir, les paramètres climatiques de la commune estimés pour 2050 selon différents scénarios d'émission de gaz à effet de serre sont consultables sur un site dédié publié par Météo-France en novembre 2022.

#### Normales saisonnières modélisées pour Saint-Julien-en-Vercors (période: 1991-2021)
| Mois                              | jan. | fév. | mars | avril | mai  | juin | jui. | août | sep. | oct. | nov. | déc. | année |
| --------------------------------- | ---- | ---- | ---- | ----- | ---- | ---- | ---- | ---- | ---- | ---- | ---- | ---- | ----- |
| Température minimale moyenne (°C) | −3,1 | −3,1 | −0,2 | 3,1   | 7,1  | 11,3 | 13,5 | 13,3 | 9,9  | 6,4  | 1,3  | −2,1 | 4,8   |
| Température maximale moyenne (°C) | 3,9  | 4,9  | 9,2  | 12,9  | 16,5 | 21,1 | 23,3 | 23   | 18,8 | 14,9 | 8,4  | 4,8  | 13,5  |
| Précipitations (mm)               | 110  | 97   | 96   | 118   | 130  | 107  | 94   | 90   | 103  | 117  | 143  | 119  | 1 324 |

### Voies de communication et transports

#### Routes

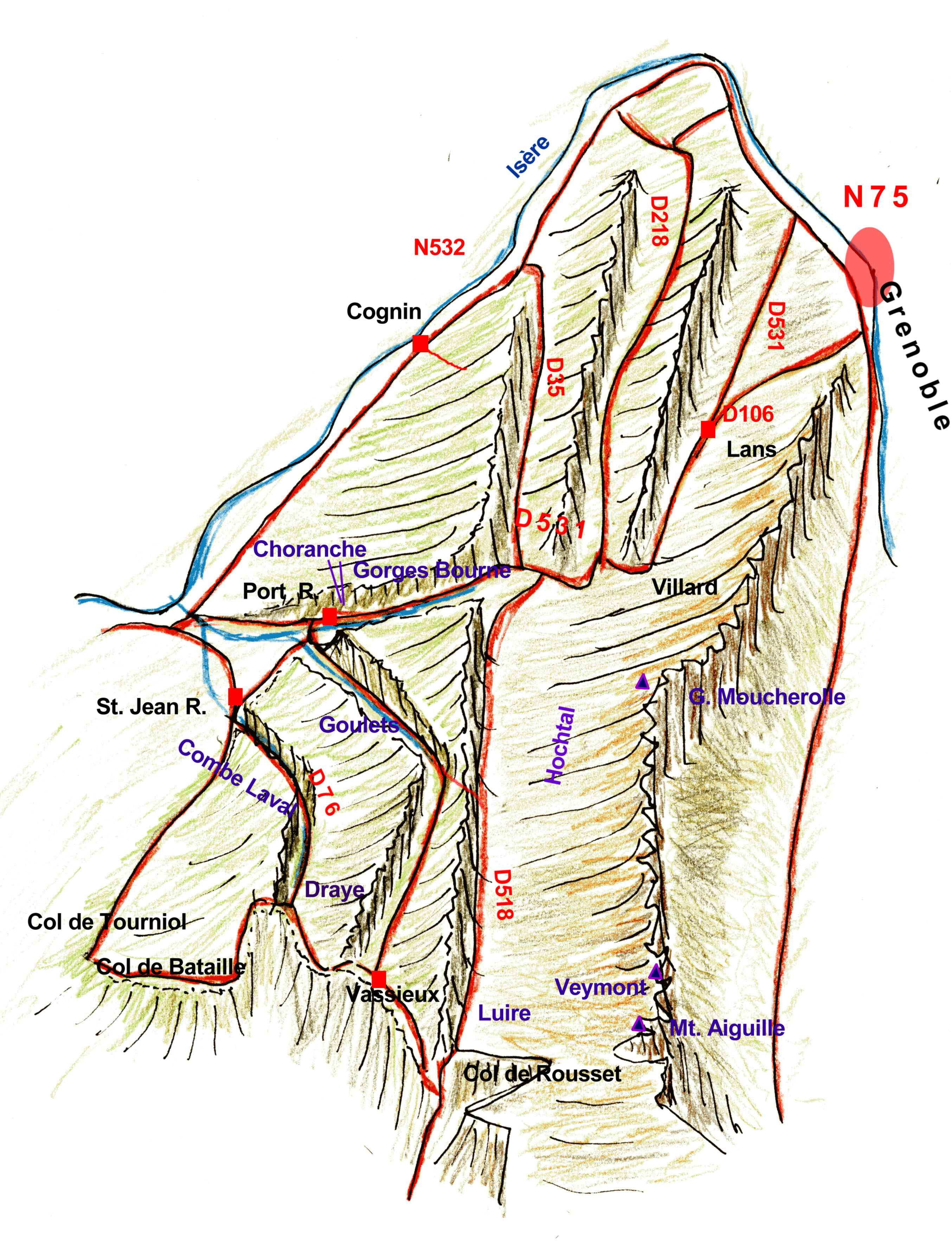
Principales routes du massif du Vercors.

- La route départementale 531 (RD 531), ancienne route nationale 531, déclassée en 1972, débute non loin du centre-ville de Sassenage, au rond-Point de la place Jean-Prévost, depuis la route départementale 1532 et se termine à Saint-Just-de-Claix, dans le hameau de Clairivaux, au carrefour de cette même RD 1532.

La jonction de cette route avec la RD 103 sur le territoire même de la commune, au niveau des gorges de la Bourne, permet de relier le bourg de Saint-Julien avec Villard-de-lans, la localité la plus importante de ce secteur du Vercors et les autres communes du secteur des « quatre montagnes ».
- La route départementale 103 (RD 103) traverse le territoire communal selon un axe nord-sud depuis le pont de la Goule noire (raccordement avec la RD 531) jusqu'au bourg central de la commune de Saint-Agnan-en-Vercors (raccordement avec la RD 518).
- La route départementale 612 (RD 612) qui relie Saint-Julien-en-Vercors au territoire de la commune de Saint-Martin-en-Vercors (hameau des Revoux) par le hameau saint-juliennois de la Matrassière.
- La route départementale 225 (RD 225) qui relie Saint-Julien-en-Vercors (hameau des Clots) au pont sur la Bourne, au hameau de la Balme de Rencurel (commune de Rencurel). Elle permet un second raccordement avec la RD 531.

#### Transports publics
Un service de transport à la Demande (TAD) permet aux résidents de la commune d'effectuer des déplacements vers les communes voisines, à destination de Villard-de-Lans (station de ski), de Die (siège de la sous-préfecture) ou de La Chapelle-en-Vercors (Marché local).
Une ligne régulière d'autocars relie la commune de La Chapelle-en-Vercors aux villes de Valence et de Romans sur Isère, en passant par la commune voisine d'Échevis.

Une autre ligne régulière d'autocars circule à Villard-de-Lans en direction de Grenoble.

## Urbanisme

### Typologie
Au 1er janvier 2024, Saint-Julien-en-Vercors est catégorisée commune rurale à habitat très dispersé, selon la nouvelle grille communale de densité à 7 niveaux définie par l'Insee en 2022.
Elle est située hors unité urbaine et hors attraction des villes,.

### Occupation des sols
L'occupation des sols de la commune, telle qu'elle ressort de la base de données européenne d’occupation biophysique des sols Corine Land Cover (CLC), est marquée par l'importance des forêts et milieux semi-naturels (78,1 % en 2018), une proportion identique à celle de 1990 (78,1 %). La répartition détaillée en 2018 est la suivante : forêts (74,6 %), prairies (21,9 %), espaces ouverts, sans ou avec peu de végétation (3,5 %). L'évolution de l’occupation des sols de la commune et de ses infrastructures peut être observée sur les différentes représentations cartographiques du territoire : la carte de Cassini (XVIIIe siècle), la carte d'état-major (1820-1866) et les cartes ou photos aériennes de l'IGN pour la période actuelle (1950 à aujourd'hui).

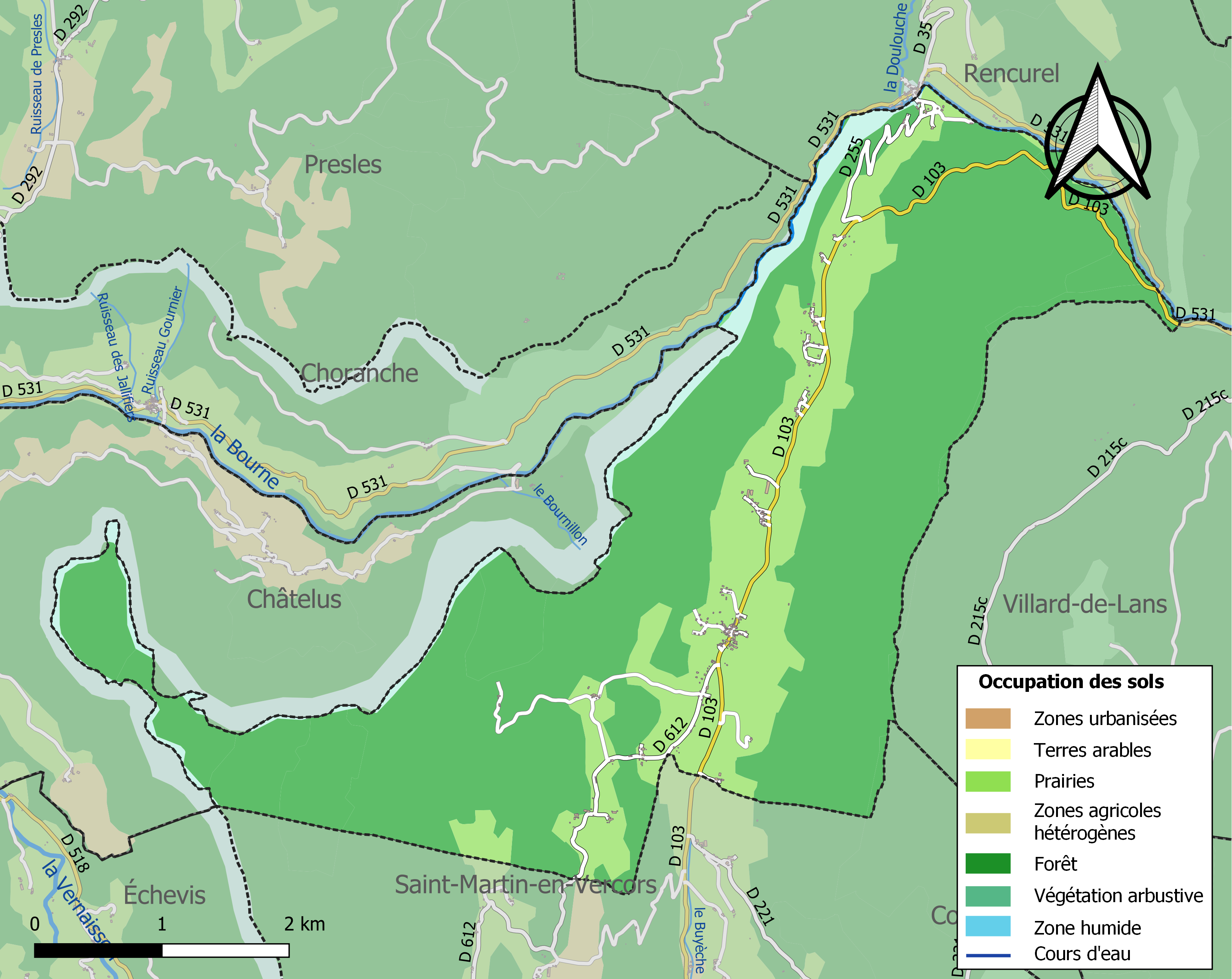
Carte des infrastructures et de l'occupation des sols de la commune en 2018 (CLC).

### Morphologie urbaine

#### Quartiers, hameaux et lieux-dits
Site Géoportail (carte IGN) :
- Bois de l'Allier
- Boutin
- Châtelet
- Flatoune
- Grande Cournouse
- la Martelière
- la Matrassière
- la Tende
- le Bourroux
- le Château
- les Alberts
- le Sapin du Vercors
- les Brous
- les Carêmes
- les Chaberts
- les Clots
- les Combals
- les Combettes
- les Domarières
- les Granges
- les Janis
- les Jarrands
- les Orcets
- le Verat
- Palas
- Petite Cornouze
- Piache
- Picot
- Ponson
- Ruines de Château Ravel
- Serre de la Marquise

### Logement
Un projet communal prévoit la réalisation de vingt à vingt-six logements, en prévision de l'accueil de nouveaux habitants et la prise en compte du « phénomène de décohabitation ». La plupart de ces nouveaux logements seront construits dans des zones situées à proximité du bourg central.

### Risques naturels et technologiques

#### Risques sismiques
La totalité du territoire de la commune de Saint-Julien-en-Vercors se situe en zone de sismicité n°4 (sur une échelle de 5), comme la plupart des communes du plateau central du Vercors et du Royans.
| Type de zone | Niveau            | Définitions (bâtiment à risque normal) |
| ------------ | ----------------- | -------------------------------------- |
| Zone 4       | Sismicité moyenne | accélération = 1,6 m/s2                |

## Toponymie

### Attestations
Selon le  dictionnaire topographique du département de la Drôme :
- XIVe siècle : mention de la paroisse : capella Sancti Juliani de Vercors (pouillé de Die).
- 1415 : Sainct Julian (rôle de décimes).
- 1449 : mention de la paroisse : ecclesia Sancti Juliani Vercorcii (pouillé hist.).
- 1450 : mention de la paroisse : cura de Sancto Julliano Vercorcii (Rev. de l'évêché de Die).
- 1556 : Sanctus Julianus Vercortii (rôle de décimes).
- 1576 : Sainct Julien de Vercorps (rôle de décimes).
- 1793 : Julien la Montagne [appellation révolutionnaire].
- 1891 : Saint-Julien-en-Vercors, commune du canton de la Chapelle-en-Vercors.

### Étymologie
Le village tient son nom d'un martyr chrétien du IIIe siècle, saint Julien de Brioude, probablement originaire de Vienne dans le Dauphiné et évangélisateur de la région (à l'époque pays de Viennois)[réf. nécessaire].

## Histoire

### Préhistoire
Le musée de la Préhistoire de Vassieux-en-Vercors indique sur son site que des traces de l'homme de Neandertal ont été retrouvées dans le secteur du Vercors Drômois.
 
Plus tard, vers la fin du Magdalénien (entre 12 000 et 10 000 avant notre ère), des chasseurs de marmottes ont occupé la grotte des Freydières dans la commune voisine de Saint-Agnan-en-Vercors ou deux abris sous roche furent fouillés en 1904.
 
D'autres sites identiques ont été mis au jour dans les communes de Méaudre ou de La Chapelle-en-Vercors, situées à proximité de Saint-Julien,.
Dans la grotte de la Cheminée (voir paragraphe Patrimoine naturel), de nombreux bois de cerfs ont été découverts. Certains d'entre eux portent des traces de travail datant du Néolithique.

### Protohistoire

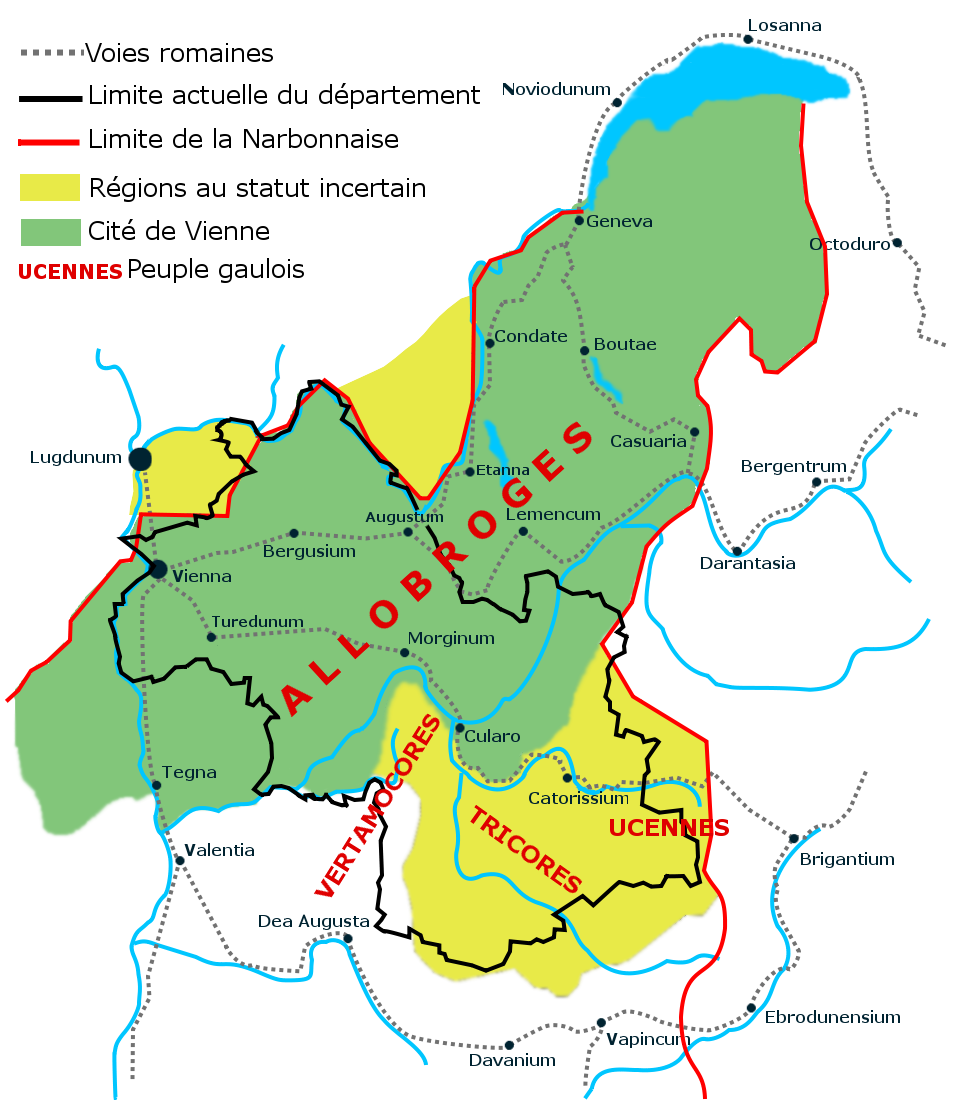
Carte de l'Allobrogie indiquant le territoire des Vertacomocores, au sud.

Le site est occupé par la tribu gauloise des Vertamocores (qui a donné son nom au massif du Vercors), alliés des Voconces[réf. nécessaire].

### Antiquité: les Gallo-romains
Certains vestiges retrouvés dans cette partie du Vercors permettent d'attester la présence d'une population à l'époque romaine.

### Du Moyen Âge à la Révolution
La seigneurie :

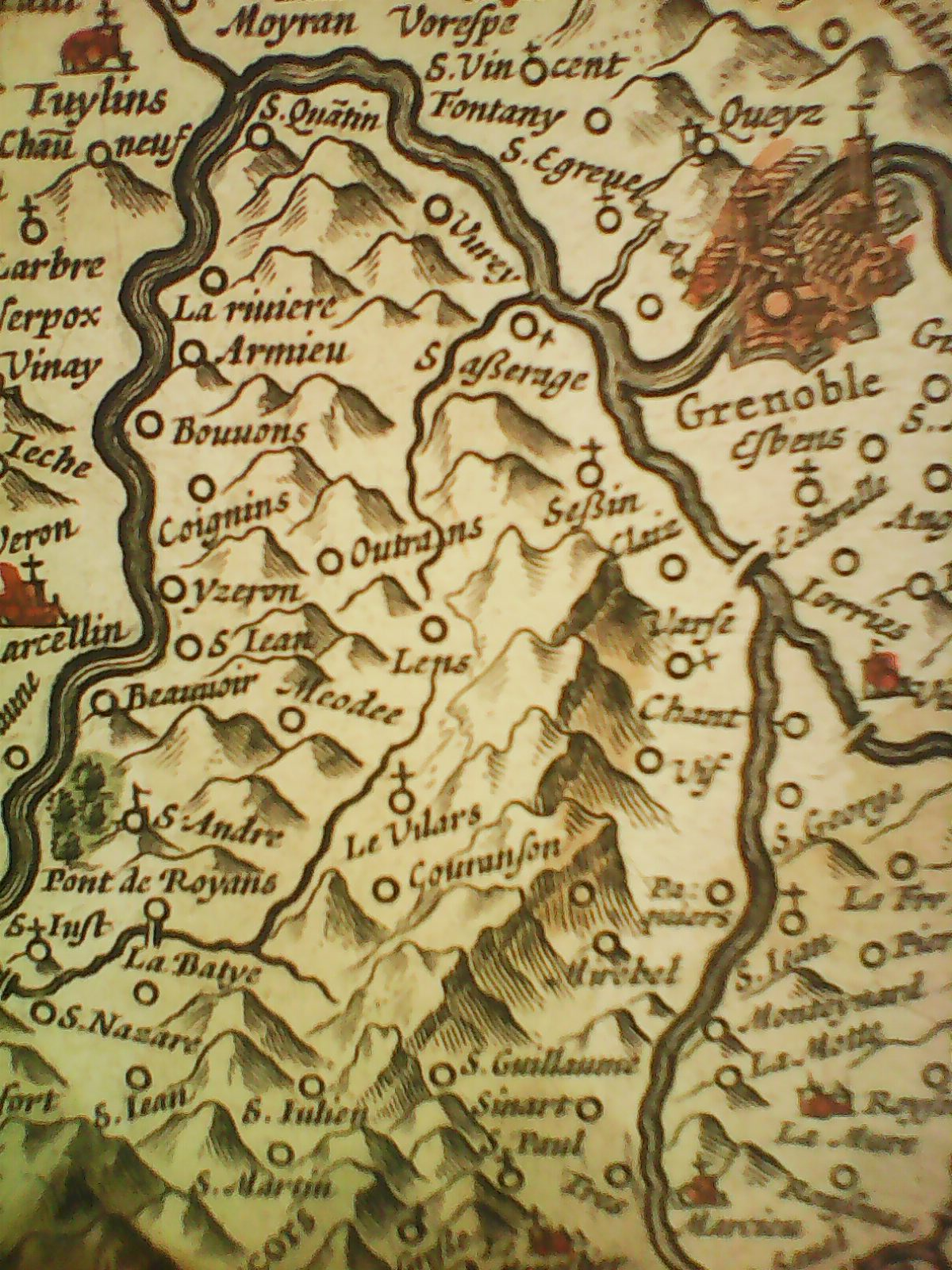
Carte du Vercors en 1631 avec la mention de Saint-Julien.

- Au point de vue féodal, Saint-Julien-en-Vercors faisait partie du mandement de Ravel (voir Château-Ravel) et en dernier lieu de la terre et seigneurie du Vercors (voir ce nom)[28].
- Possession des dauphins du Viennois[8].
- XIIIe siècle : la terre passe aux évêques de Die, derniers seigneurs[8].

À compter de 1235, le village, comme les autres communes du Vercors drômois, est sous la suzeraineté des évêques de Die qui en disputent les revenus aux religieux de Saint-Antoine jusqu'en 1305.

L'évêque avait pour vassaux divers seigneurs et châtelains locaux qui levaient également l'impôt sur les habitants.

Les barons de Sassenage détenaient quant à eux le secteur des Quatre-montagnes dénommé également Val-de-Lans, correspondant à l'ancien canton de Villard-de-Lans.
L'été de l'année 1508 est marqué par les ravages de la peste qui fait son apparition et décime les populations des paroisses de Saint-Martin et Saint-Julien.

Les guerres de religion ravagent également le plateau. De 1573 à 1590, la région est sans cesse traversée par des bandes rivales qui se livrent au pillage. À la fin de cette période troublée, les églises sont en partie détruites et les villages complètement ruinés.
1644 (démographie) : 62 familles.
Au XVIIIe siècle, l'itinéraire le plus utilisé pour relier le Diois au Royans emprunte le chemin muletier de l'Allier qui passe à Saint-Martin-en-Vercors par la vallée de la Vernaison, non loin de Saint-Julien qui est desservi par un autre chemin annexe. Ceux-ci servent également à descendre le charbon de bois dans la vallée de l'Isère.
Avant 1790, Saint-Julien-en-Vercors était une communauté de l'élection de Montélimar, de la subdélégation de Crest et du bailliage de Die.

Elle formait une paroisse du diocèse de Die, dont les dîmes appartenaient au curé.

#### Château-Ravel
Selon le  dictionnaire topographique du département de la Drôme :
- 1253 : Revellum (Columbi, De reb. gest. episc. Val., 126).
- 1301 : mention du mandement : mandamentum de Ravello (livre blanc de l'évêché de Valence).
- 1318 : castrum de Ravello (archives de la Drôme, fonds de l'évêché de Die).
- 1486 : castrum Ravelli (archives de la Drôme, fonds du Vercors).
- 1891 : Château-Ravel, ruines.

Ancien château dont le mandement comprenait les communes actuelles de Saint-Julien-en-Vercors et de Saint-Martin-en-Vercors (voir Vercors).

### De la Révolution à nos jours
En 1790, la commune fait partie du canton de la Chapelle-en-Vercors.
En 1834, le conseil général de la Drôme prend la décision de construire la route des Grands Goulets, ce qui permet de désenclaver le plateau du Vercors. Les travaux, situés le long de la Vernaison, dans la vallée d'Échevis débutent dix ans plus tard pour s'achever en 1854. Ce sera, plus tard la route nationale 518 qui sera déclassée en route départementale en 1972[réf. nécessaire].
Le 4 août 1866, l'ouverture du tunnel de Rousset permet d'achever le désenclavement de cette partie du plateau du Vercors. Ce tunnel, assez étroit, sera remplacé par un nouveau tunnel percé en 1979[réf. nécessaire].

#### Seconde Guerre mondiale

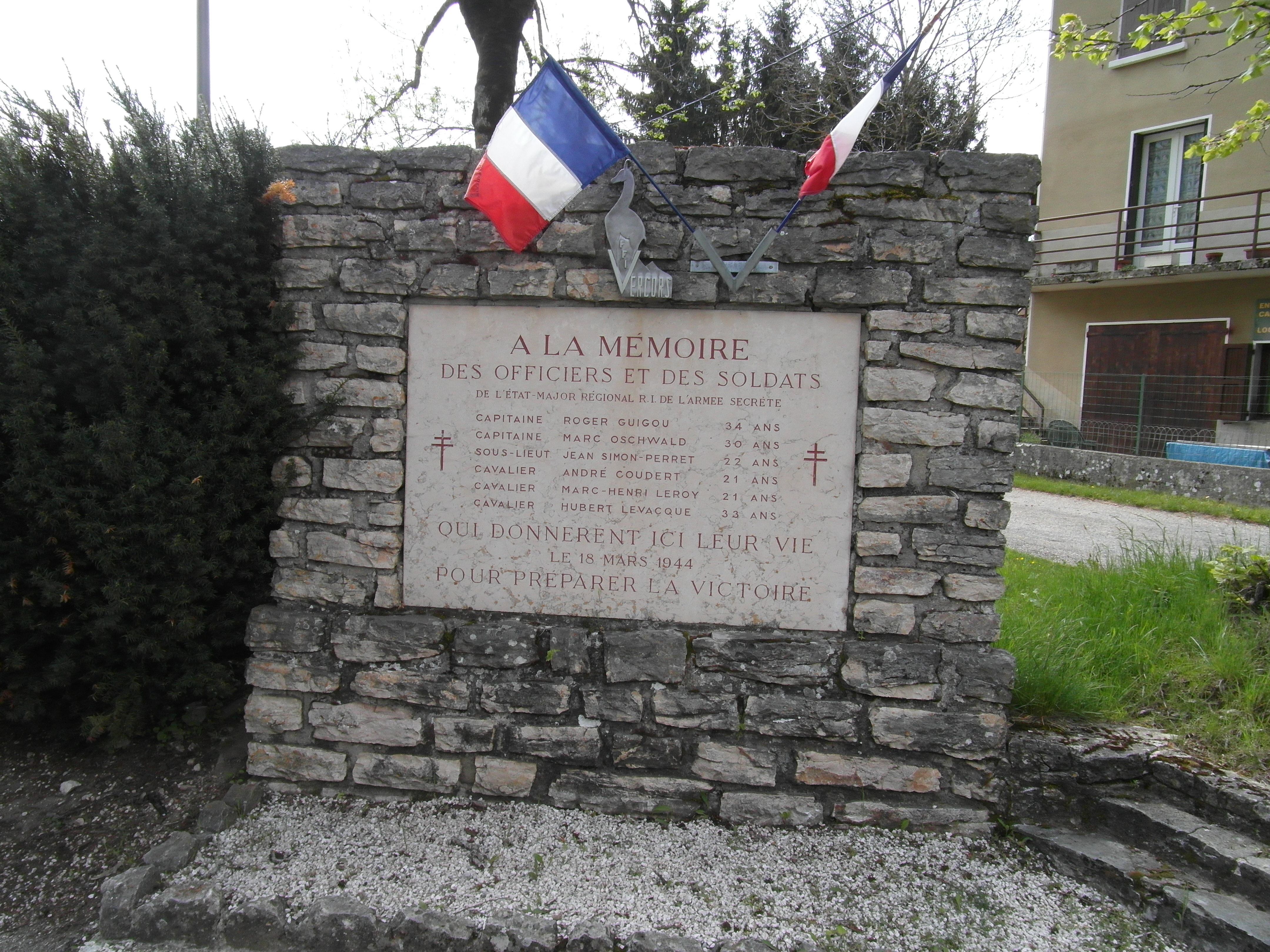
Monument dédié aux victimes du 18 mars 1944 à l'entrée du village.

Durant l'occupation allemande, le maquis du Vercors fut une importante base de la Résistance française . Celui-ci s'était organisé au cœur du massif du Vercors, considéré comme une véritable forteresse naturelle. Début 1943, un maquis est créé dans le Vercors par le mouvement des Franc-Tireurs, alimentés par l'arrivée de jeunes qui refusent de partir en Allemagne dans le cadre du service du travail obligatoire (STO)[réf. nécessaire].
Le village de Saint-Julien-en-Vercors fut le cadre d'une des premières attaques allemandes organisés contre le maquis du Vercors :
- En janvier 1944, la ferme dite Peyronnet, située dans le hameau de la Matrassière, abrite le siège d'état-major du maquis.
- En mars 1944, un parachutage allié est réceptionné par les résistants et cent cinquante containers sont cachés dans une grotte de Saint-Julien.
- Le 18 mars, un convoi militaire allemand, couvert par une automitrailleuse, traverse les gorges de la Bourne, afin de pénétrer dans la commune de Saint-Julien. La ferme Peyronnet est investie et incendiée par les soldats de la Wehrmacht. Les soldats ratissent ensuite les hameaux des alentours et restent à Saint-Julien jusqu'au soir[38]. Sept morts sont à déplorer[39].

Léon Borel, agriculteur et charron de la commune, est fusillé par les Allemands

## Politique et administration

### Administration municipale
Le conseil municipal de Saint-Julien-en-Vercors est composé d'un maire, de trois adjoints au maire et de sept autres membres conseillers municipaux.
Les derniers comptes-rendus des conseils municipaux sont consultables sur le site de la mairie de la communauté de communes du Royans-Vercors, à la page concernant Saint-Julien.

### Liste des maires
| Période                                                                      | Période                     | Identité                                  | Étiquette | Qualité |
| ---------------------------------------------------------------------------- | --------------------------- | ----------------------------------------- | --------- | --- |
| Les données manquantes sont à compléter. : de la Révolution au Second Empire |                             |                                           |           | |
| 1790                                                                         | an IV (1796)                | Antoine Jullien                           |           | ensuite président de la municipalité cantonale                                                                                                   |
| an IV (1796)                                                                 | an VI (1798)                | Claude Lattard                            |           | avec le titre d'agent municipal |
| an VI (1798)                                                                 | an VIII (1800)              | Claude Rimey                              |           | avec le titre d'agent municipal |
| an VIII (1800)                                                               | 1808                        | Joseph Jullien                            |           | |
| 1808                                                                         | 1811                        | Claude Lattard                            |           | |
| 1811                                                                         | 1815                        | Claude Rimey                              |           | |
| 1815                                                                         | 1816                        | Jean Berthoin                             |           | adjoint remplaçant le maire |
| 1816                                                                         | 1818                        | Julien Guillon                            |           | |
| 1818                                                                         | 1826                        | Jean-Louis Guillon                        |           | |
| 1826                                                                         | 1834                        | Frédéric Jullien                          |           | |
| 1834                                                                         | 1835                        | Jean Fermond                              |           | |
| 1835                                                                         | 1836                        | Jean-Baptiste Bonnard                     |           | |
| 1836                                                                         | 1848                        | Frédéric Jullien                          |           | |
| 1848                                                                         | 1852                        | François Rambert                          |           | |
| 1852                                                                         | 1868                        | Frédéric Jullien                          |           | |
| 1868                                                                         | 1868                        | Désiré Guillon                            |           | adjoint remplaçant le maire |
| 1868                                                                         | 1871                        | Raymond Brochier                          |           | |
| Les données manquantes sont à compléter. : depuis la fin du Second Empire.   |                             |                                           |           | |
| 1871                                                                         | 1874                        | Raymond Brochier                          |           | maire sortant |
| 1874                                                                         | 1878                        | Raymond Brochier                          |           | maire sortant |
| 1878                                                                         | 1884                        | Raymond Brochier                          |           | maire sortant |
| 1884                                                                         | 1886                        | Raymond Brochier                          |           | maire sortant |
| 1886                                                                         | 1886                        | Félicien Bonnard                          |           | adjoint remplaçant le maire |
| 1886 (élection ?)                                                            | 1888                        | Achille Faresse                           |           | |
| 1888                                                                         | 1892                        | Achille Faresse                           |           | maire sortant |
| 1892                                                                         | 1916                        | Julien Jullien                            | RG        | conseiller d'arrondissement, puis conseiller général de 1913 à 1916                                                                              |
| 1896                                                                         | 1900                        | Julien Jullien                            |           | maire sortant |
| 1900                                                                         | 1904                        | Julien Jullien                            |           | maire sortant |
| 1904                                                                         | 1908                        | Julien Jullien                            |           | maire sortant |
| 1908                                                                         | 1912                        | Julien Jullien                            |           | maire sortant |
| 1912                                                                         | 1916 (décès)                | Julien Jullien                            |           | maire sortant |
| 1916                                                                         | 1919                        | Adrien Audemard                           |           | adjoint remplaçant le maire |
| 1919                                                                         | 1925                        | Achille Rimey                             |           | |
| 1925                                                                         | 1929                        | Achille Rimey                             |           | maire sortant |
| 1929                                                                         | 1935                        | Achille Rimey                             |           | maire sortant |
| 1935                                                                         | 1944 (révoqué)              | Francisque Bouvier                        |           | |
| 1944                                                                         | 1945                        | Achille Faresse                           |           | nommé par la Résistance en septembre |
| 1945                                                                         | 1947                        | Joseph Bonnard                            |           | |
| 1947                                                                         | 1949                        | Joseph Bonnard                            |           | maire sortant |
| 1949                                                                         | 1953                        | Louis Reboulet                            |           | |
| 1953                                                                         | 1959                        | Georges Berthuin                          |           | |
| 1959                                                                         | 1965                        | Joseph Bonnard                            |           | |
| 1965                                                                         | 1971                        | Henri Borel                               |           | |
| 1971                                                                         | 1983                        | Georges Drogue                            |           | |
| 1977                                                                         |                             | Georges Drogue                            |           | maire sortant |
| 1983                                                                         | 1987 (révoqué)              | Henri Borel                               |           | |
| 1987 (élection ?)                                                            | 1989                        | Dominique Repellin                        |           | |
| 1989                                                                         | 1995                        | Dominique Repellin                        |           | maire sortant |
| 1995                                                                         | 2001                        | Maryse Fillet                             |           | |
| 2001                                                                         | 2008                        | Alain Drogue                              |           | |
| 2008                                                                         | 2014                        | Pierre-Louis Fillet                       | SE        | Président de la Communauté de Communes du Vercors (2010-2014)                                                                                    |
| 2014                                                                         | 2020                        | Pierre-Louis Fillet                       |           | maire sortant Président de la Communauté de Communes du Vercors (2014-2017) Président de la Communauté de Communes du Royans-Vercors (2017-2020) |
| 2020                                                                         | En cours (au 11 avril 2025) | Pierre-Louis Fillet[source insuffisante], |           | maire sortant, Président de la Communauté des Communes du Royans-Vercors, réélu en 2020                                                          |

### Rattachements administratifs et électoraux
La commune fait partie de la communauté de communes du Royans-Vercors depuis sa création en 2016.

### Politique environnementale
La commune de Saint-Julien-en-Vercors est classée comme territoire relevant des dispositions de la Loi du 9 janvier 1985 relative au développement et à la protection de la montagne, dite « loi Montagne ». Celle-ci est codifiée dans le code de l'urbanisme a pour objet de renforcer la protection des espaces naturels et agricoles des territoires concernés.

#### Eau et assainissement
Il existe une station d'épuration des eaux usées sur le territoire de la commune, située dans le lieu-dit de la Martelière.

## Population et société

### Démographie
L'évolution du nombre d'habitants est connue à travers les recensements de la population effectués dans la commune depuis 1793. Pour les communes de moins de 10 000 habitants, une enquête de recensement portant sur toute la population est réalisée tous les cinq ans, les populations de référence des années intermédiaires étant quant à elles estimées par interpolation ou extrapolation. Pour la commune, le premier recensement exhaustif entrant dans le cadre du nouveau dispositif a été réalisé en 2007.

En 2022, la commune comptait 252 habitants, en évolution de +4,13 % par rapport à 2016 (Drôme : +2,64 %, France hors Mayotte : +2,11 %).
| 1793 | 1800 | 1806 | 1821 | 1831 | 1836 | 1841 | 1846 | 1851 |
| ---- | ---- | ---- | ---- | ---- | ---- | ---- | ---- | ---- |
| 442  | 320  | 486  | 554  | 532  | 545  | 559  | 560  | 533  |

| 1856 | 1861 | 1866 | 1872 | 1876 | 1881 | 1886 | 1891 | 1896 |
| ---- | ---- | ---- | ---- | ---- | ---- | ---- | ---- | ---- |
| 515  | 546  | 544  | 518  | 520  | 508  | 491  | 458  | 439  |

| 1901 | 1906 | 1911 | 1921 | 1926 | 1931 | 1936 | 1946 | 1954 |
| ---- | ---- | ---- | ---- | ---- | ---- | ---- | ---- | ---- |
| 426  | 438  | 387  | 321  | 289  | 279  | 266  | 281  | 253  |

| 1962 | 1968 | 1975 | 1982 | 1990 | 1999 | 2006 | 2007 | 2012 |
| ---- | ---- | ---- | ---- | ---- | ---- | ---- | ---- | ---- |
| 217  | 199  | 192  | 169  | 182  | 194  | 220  | 223  | 240  |

| 2017 | 2022 | - | - | - | - | - | - | - |
| ---- | ---- | - | - | - | - | - | - | - |
| 238  | 252  | - | - | - | - | - | - | - |

### Services et équipements
La maison de retraite (EHPA) la plus proche est située à La Chapelle en Vercors et il s'agit d'un établissement non médicalisé.

### Enseignement
Rattachée à l'académie de Grenoble, les communes de Saint-Julien-en-Vercors et de Saint-Martin-en-Vercors ont regroupé leurs établissements d'enseignement primaire
- L'école maternelle commune, d'un effectif de 21 élèves pour la rentrée scolaire 2017/2018 est située à Saint-Julien-en-Vercors,
- L'école primaire commune, d'un effectif de 23 élèves pour la rentrée scolaire 2017/2018 est située à Saint-Martin-en-Vercors.

Des activités périscolaires et la gestion d'un cantine sont également assurées par les deux communes.

### Santé
Le centre hospitalier public le plus proche de la commune est le centre hospitalier universitaire Grenoble-Alpes.
Une maison médicale, comprenant plusieurs cabinets médicaux, est située dans la commune voisine de Villard-de-Lans. Une maison de santé est également implantée à la Chapelle-en-Vercors.

### Manifestations culturelles et festivités
- Fête locale : le premier dimanche de février[8].

### Sports
De nombreuses activités sportives sont proposés aux habitants de la communauté de communes, les clubs et les équipements étant installés dans les différentes communes.

#### Sites d'escalade
- la Grande Cornouse[54].

- hauteur minimale : 200 m
- hauteur maximale : 300 m
- longueur totale des voies : 6 600 m
- Lolette Colonette[55].

- hauteur minimale : 8 m
- hauteur maximale : 12 m
- longueur totale des voies : 40 m

### Médias
- Presse locale

Un petit périodique d'une quarantaine de pages dénommé Lou Bécan est le bulletin périodique édité et distribué par la mairie. Il est disponible à l'hôtel de ville de la commune. Celui-ci présente les informations locales, principalement à caractère associatif et les décisions du conseil municipal.
- Presse régionale

Le Le Dauphiné libéré est le quotidien régional historique. Celui-ci consacre, chaque jour, y compris le dimanche, dans son édition locale, un ou plusieurs articles à l'actualité du village. Il donne aussi des informations sur les éventuelles manifestations locales, les travaux routiers, et autres événements divers à caractère local au niveau de la commune de Saint-Julien-en-Vercors.
Il existe également d'autres journaux, comme L'Agriculture Drômoise ou Drôme Hebdo (anciennement Peuple libre).

### Cultes
La communauté catholique de la commune et son église (propriété de la commune) est rattachée à la « paroisse Sainte-Marie en Royans-Vercors ». Cette paroisse a été créée en l'an 2000 par le diocèse de Grenoble-Vienne dont elle dépend. Ce secteur géographique de la vie religieuse catholique couvre l'ensemble des communes du plateau et du Royans.

## Économie

### Agriculture
En 1992 : pâturages (bovins, ovins), bois.
- Foires : les 21 juin et 6 novembre[8].

### Tourisme
- Station climatique d'été[8].
- Station d'hivers : la station d'Herbouilly propose du ski de fond)[58].
- La commune possède un hôtel-restaurant à l'aspect rustique dénommé le Café Brochier (construit en 1870)[59].
- Quelques chambres d'hôtes sont proposées aux touristes[59].

L'office de tourisme local, gérant l'accueil et l'information des touristes visitant le Vercors drômois se situe sur le territoire de la commune de La Chapelle-en-Vercors.

## Culture locale et patrimoine

### Lieux et monuments
- Ruines du château Ravel[8].
- Petite église (XIIIe siècle) : clocher carré[8].

L'église Saint-Julien d'origine romane (XIIe siècle) fut très largement reconstruite vers 1658. Les deux cloches datent de 1773 pour la plus petite et de 1893 pour la plus grosse. La même année vit l'installation d'une horloge. Le clocher a entièrement été rénové à la suite d'une décision du conseil municipal votée en 2011.
- Le café Brochier s'est installé en 1867 dans l'ancienne maison qui servait d'hébergement à l'instituteur du village. La salle de restaurant est décorée de peintures murales datant de 1912[62]. Leur auteur est le peintre itinérant Louis Guigon[63] qui a décoré plusieurs cafés et auberges du plateau dont l'hôtel du parc à Villard-de-Lans[64]. Ce café-restaurant est toujours en activité[65].
- La fontaine du bourg (XIXe siècle) fait face au café Brochier[réf. nécessaire].
- Le travail à ferrer : un exemplaire de ce dispositif fixé dans le sol conçu pour immobiliser les grands animaux afin de pourvoir les ferrer a très bien été conservé à Saint-Julien[réf. nécessaire].
- Une croix du XIXe siècle sur un rocher[8].
- Château de Guillon[8].
- Les fermes du hameau de Piache sont de vieilles fermes typiques du Vercors situées dans un petit hameau[réf. nécessaire].
- La grotte de la cheminée, également dénommée « Cheminée d'Herbouilly ».

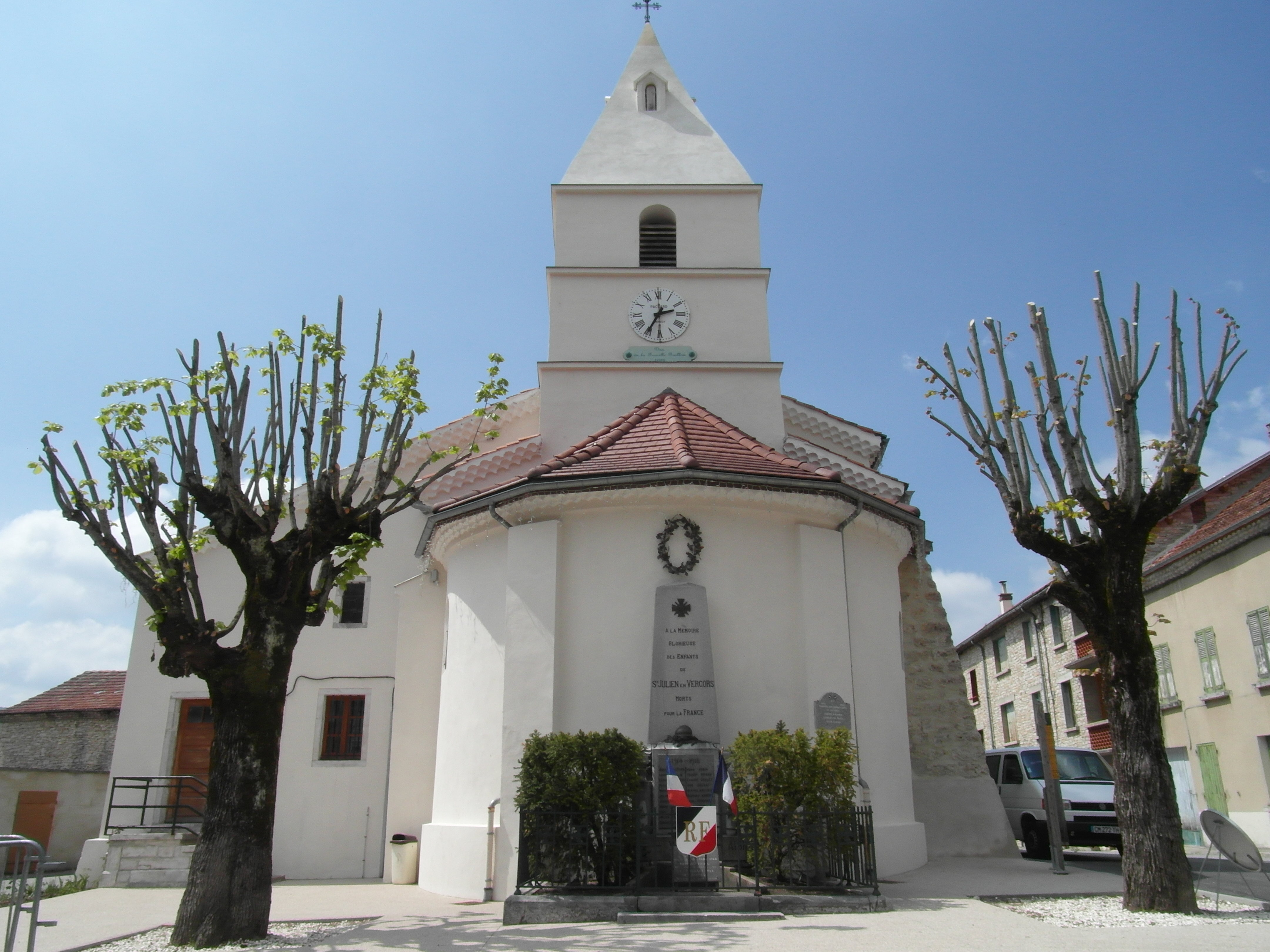
Église (vue depuis la rue centrale).
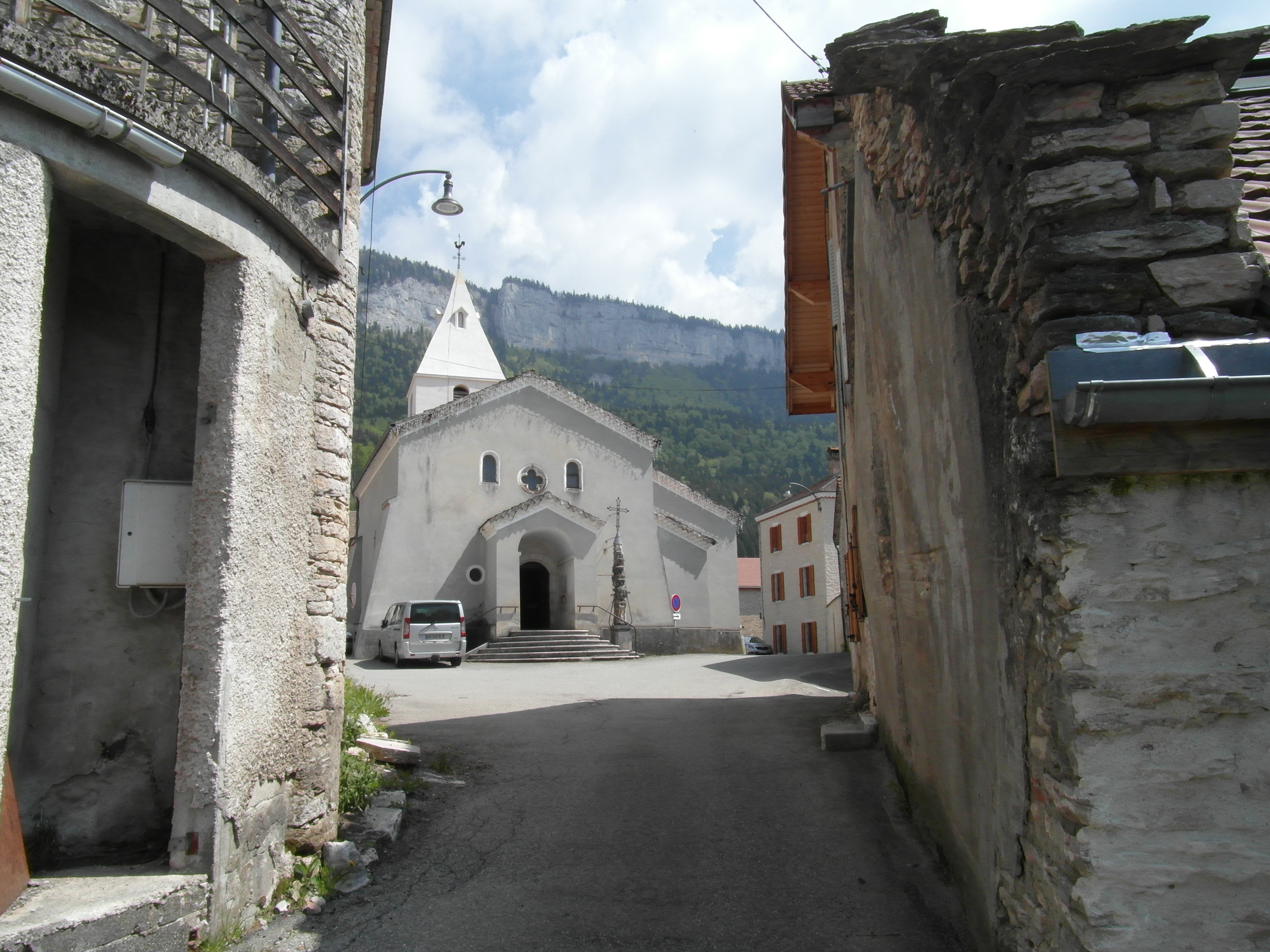
Église (vue depuis une petite rue).
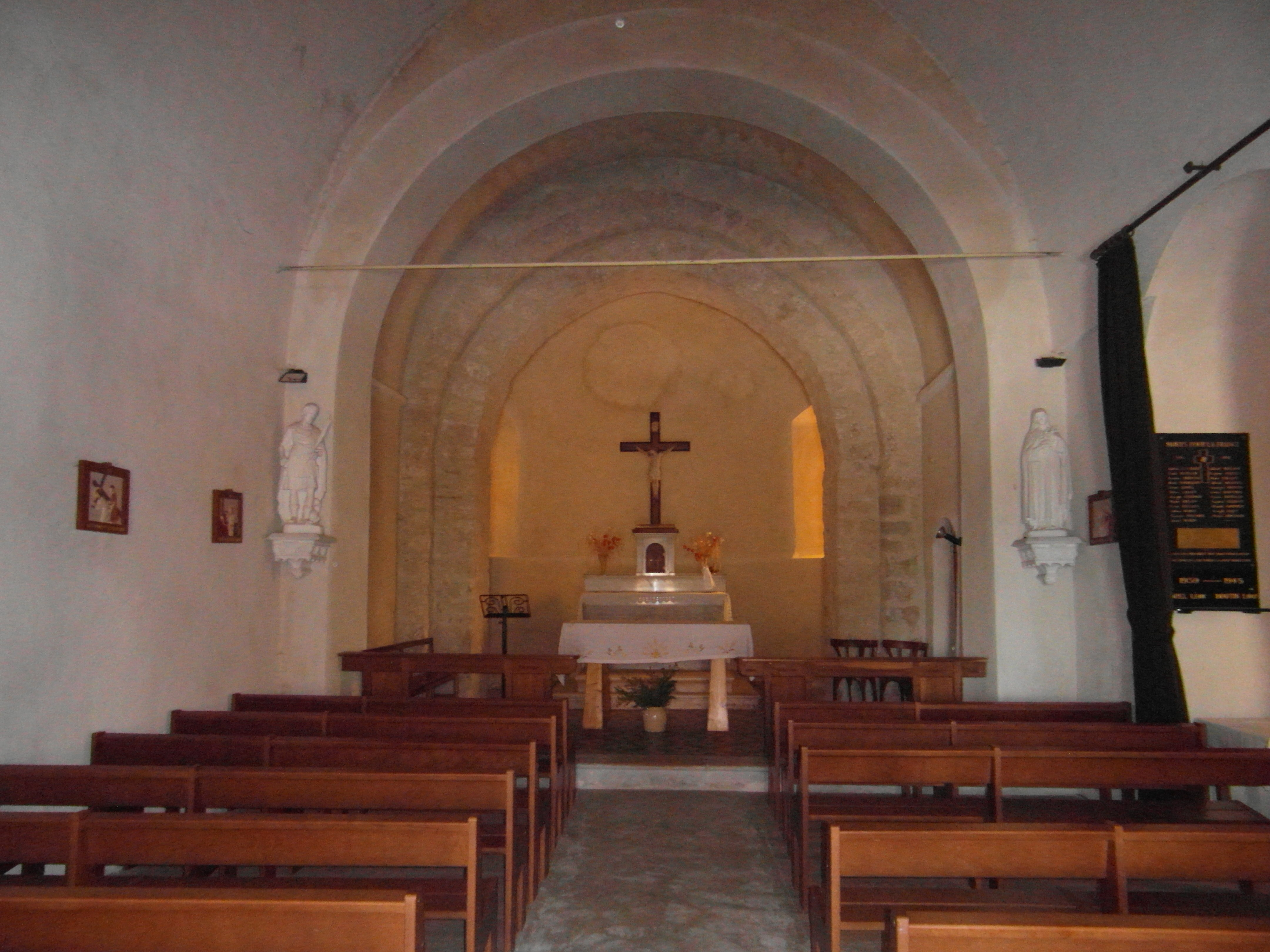
Église (intérieur).
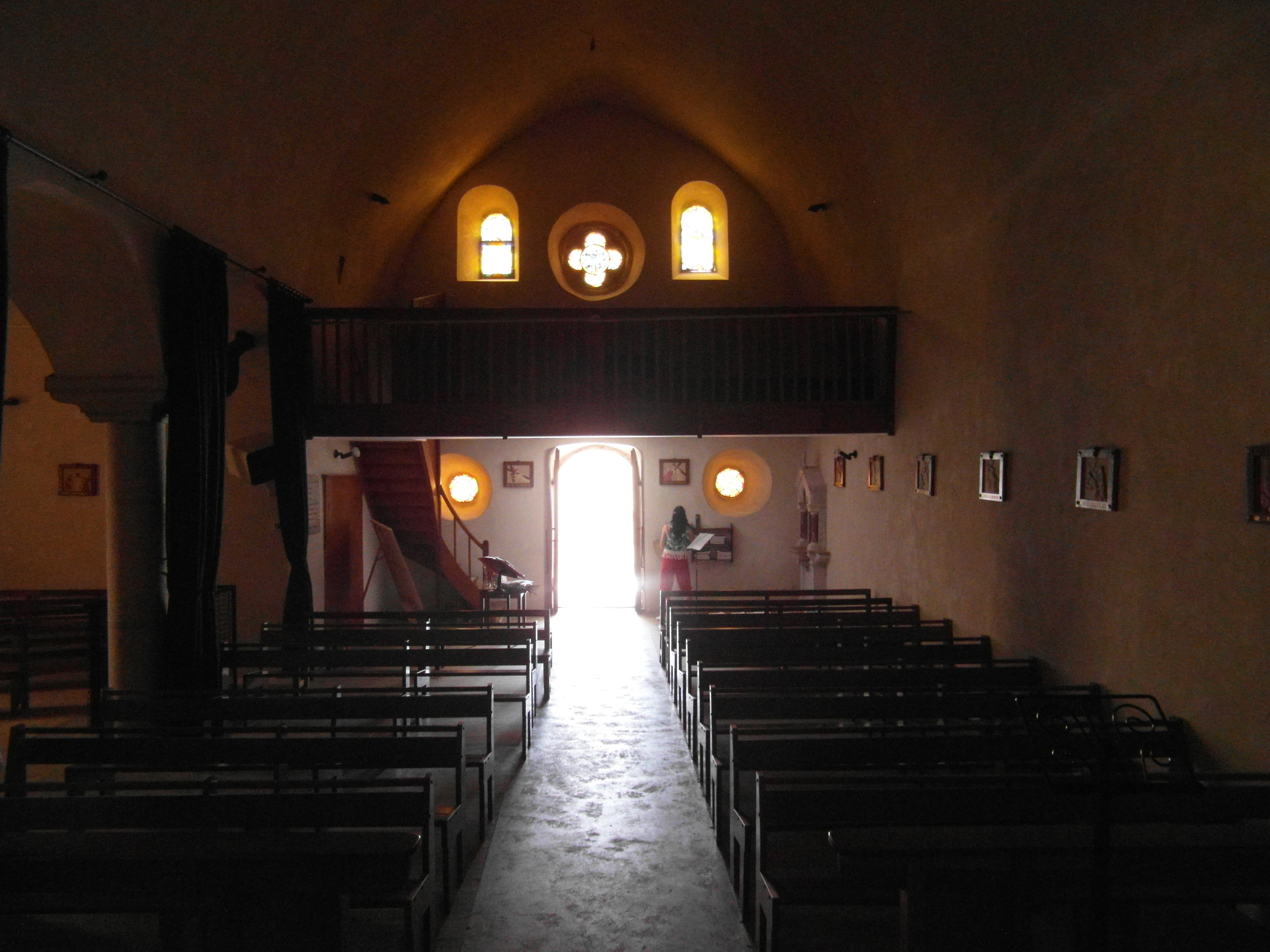
Église (intérieur).
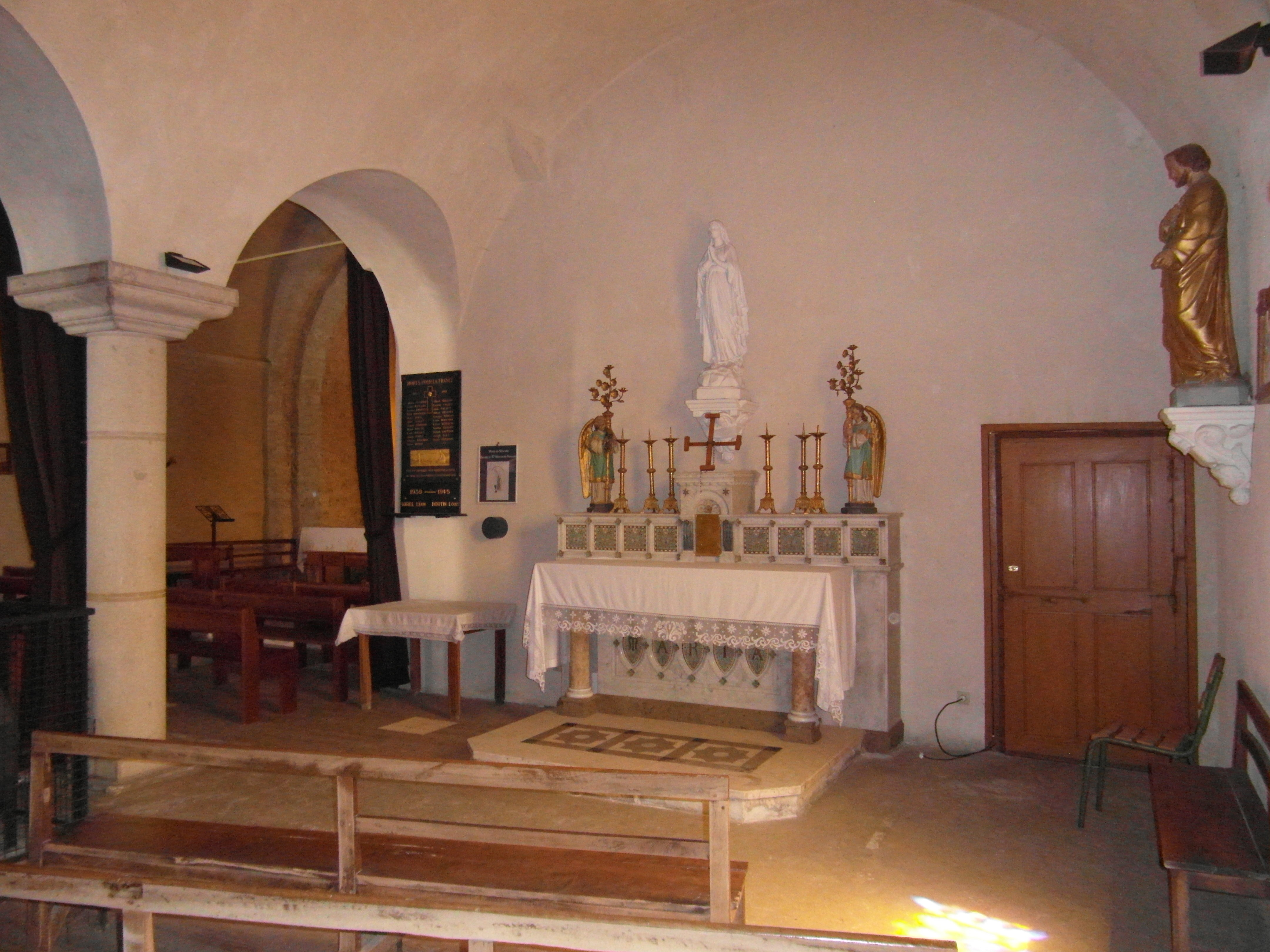
Église (intérieur).
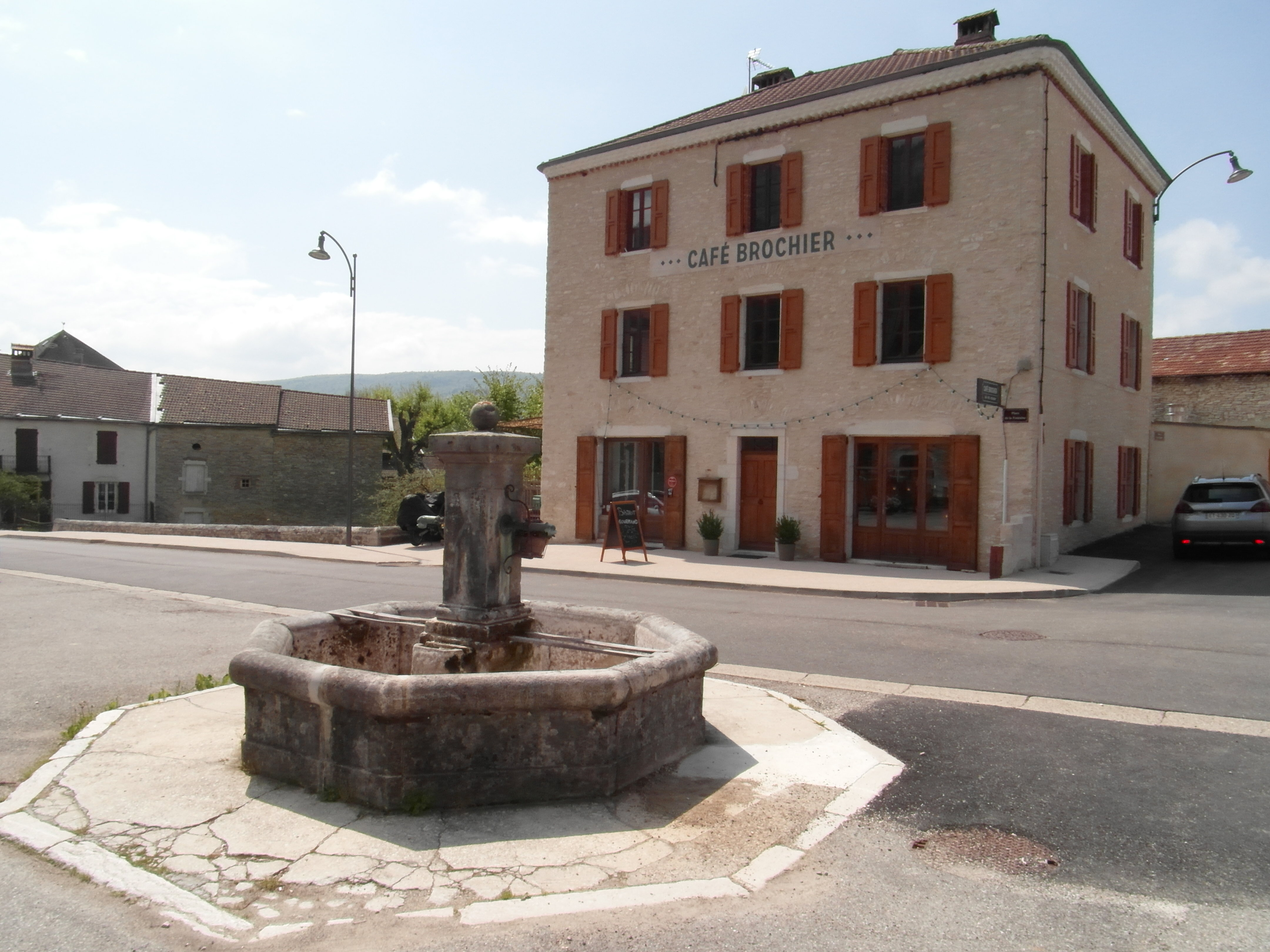
La fontaine du bourg et le café Brochier datant de 1867.
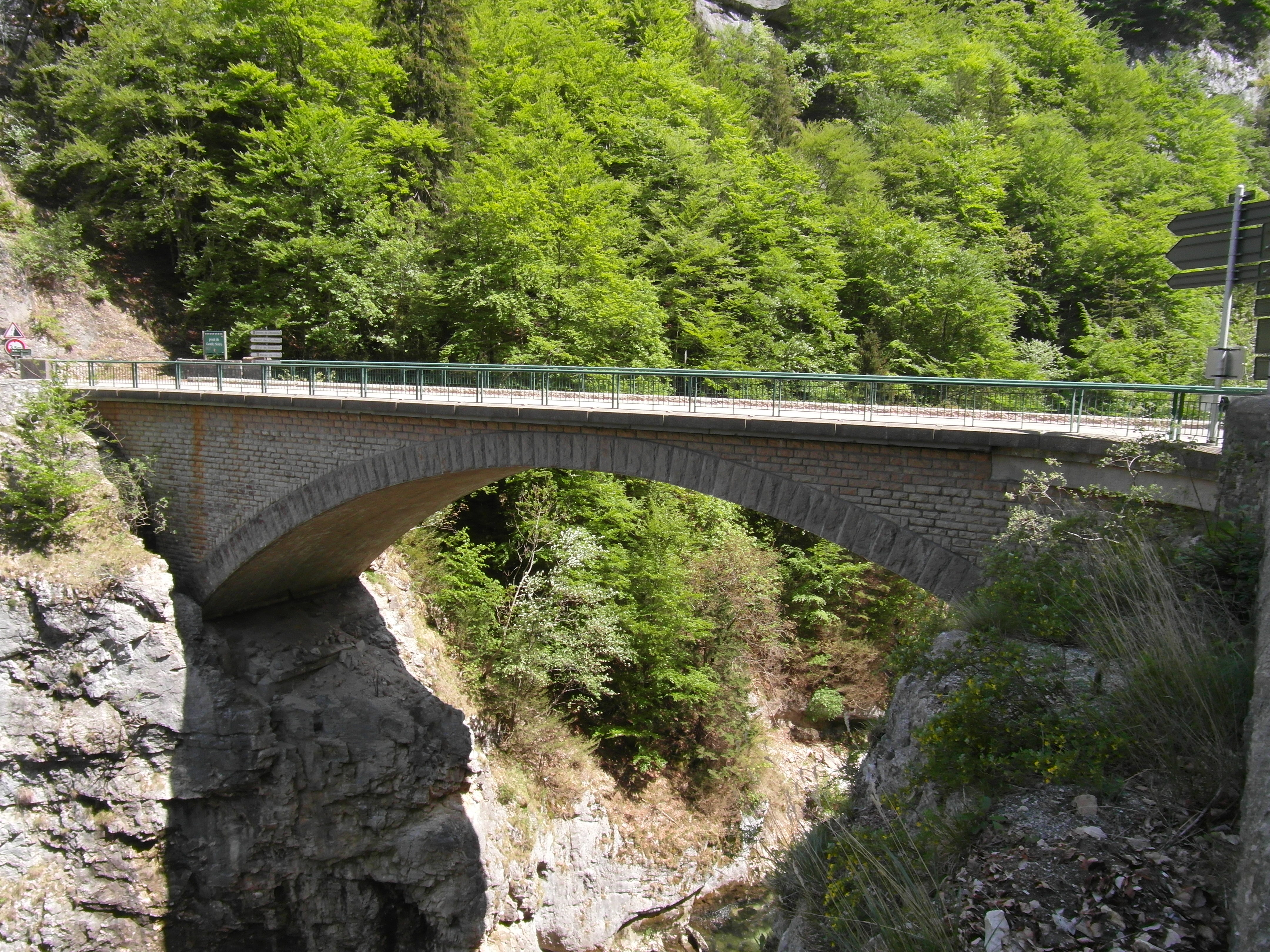
Le pont de la Goule Noire.

### Patrimoine culturel
- Amicales des Pionniers du Vercors[8].

### Patrimoine naturel

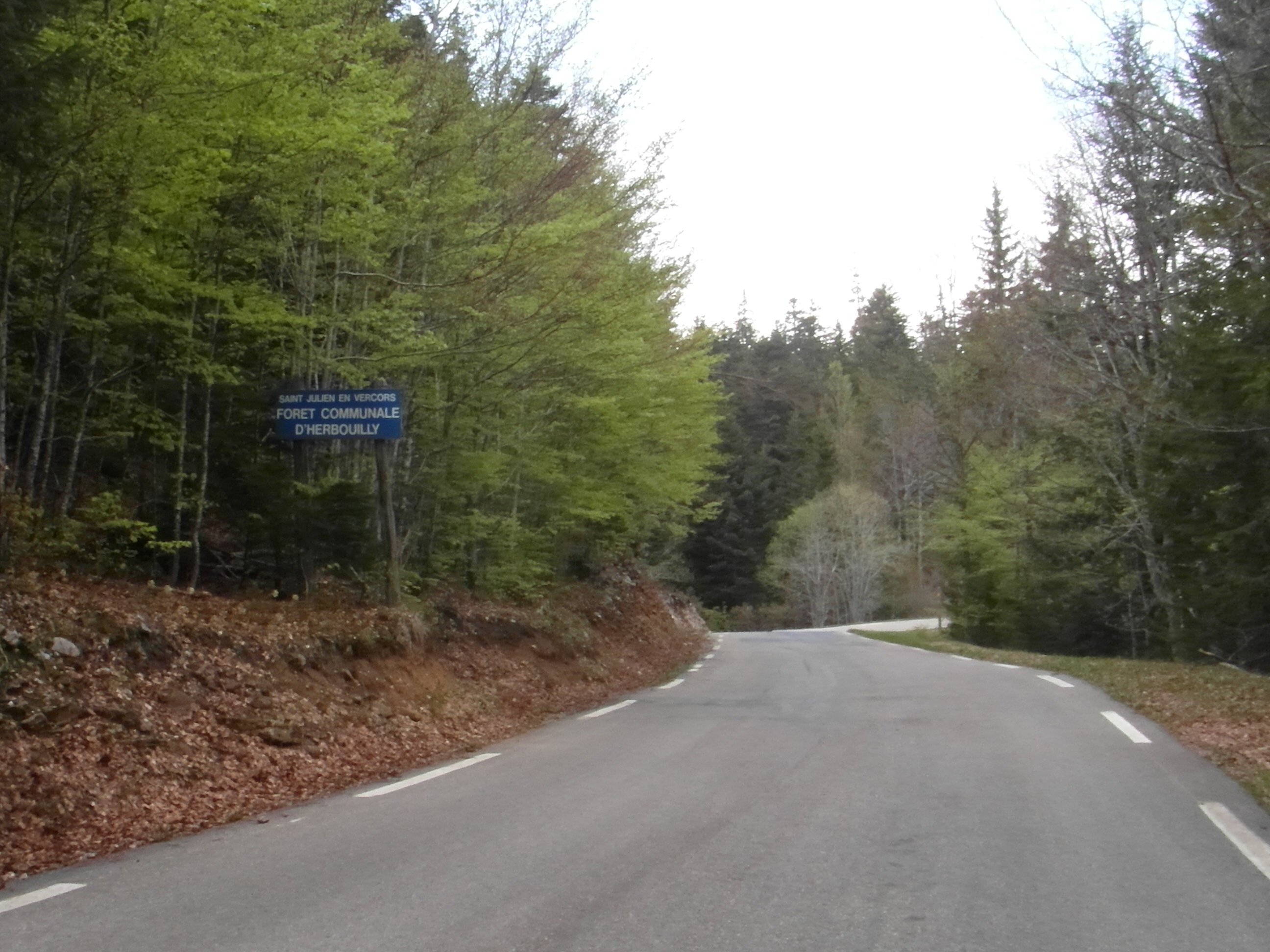
Forêt communale de Saint-Julien.

Ces sites géologiques sont situés dans la commune ou à proximité immédiate du territoire de Saint-Julein-en-Vercors :
- La Porte du Diable est une petite arche rocheuse de calcaire qui selon les légendes fut créée par le Diable. Elle est située à proximité de Moulin-Marquis, à l'ouest du territoire communal[réf. nécessaire].
- La Vierge du Vercors est un piton rocheux situé dans la falaise de la Roche-rousse et qui a la forme d'une vierge. Elle est visible de la route départementale qui relie Saint-Julien à Saint-Martin[66].
- La grotte de la cheminée est une cavité explorée en 1900 par Oscar Decombaz, l'un des premiers grands spéléologues français. Elle se présente sous la forme d'un scialet, trou circulaire qui s'ouvre à la surface d'un plateau. la cavité se termine sur un petit lac souterrain de nature temporaire alimenté par des apports de type nivo-pluvial[32].

De nombreux bois de cerfs ont été récupérés dans cette grotte et certains d'entre eux portent des traces de travail datant du Néolithique.
- La grotte des Gaulois était dénommée, à l'origine, trou du Diable. Elle présente une ouverture située sur la paroi nord des falaises. Sa corniche donne sur les gorges de la Bourne. Il s'agit de l'ancienne résurgence d'une rivière souterraine aujourd'hui tarie[67].
- Les grottes de Baume-Chinelle et de Bournillon[8].
- Nombreuses autres grottes, gouffre, scialet et siphon, dont Barme Chinelle, la Tende, les Merveilleuses, la Grotte des Gaulois, le Siphon d'Arbois, le Scialet d'Élise, Porte du Diable[7].

Flore
- Le bois de l'Allier fait partie de la forêt du Vercors. Il est essentiellement composé de hêtres, d'épicéas, de sapins et de taillis de buis. Le bois de l'Allier tire son nom de l'allière, plus connu sous le nom de l’alisier ou sorbier des oiseaux. On peut également trouver des érables sycomores, des érables champêtres, des tilleuls et des pins sylvestres[68].
- Les gorges de la Bourne : la route des gorges remplace un ancien chemin muletier. Elle a été construite entre 1861 et 1872[69].

Partagée entre les communes de Chatelus, de Choranche, de Rencurel, de Saint-Julien-en-Vercors et de Villard-de-Lans, le site des gorges avec ses nombreuses cascades et ses parkings aménagés est devenu un rendez-vous touristique majeur du massif du Vercors.
Ce secteur du bassin versant de la Bourne héberge un site naturel du réseau Natura 2000, référencé en décembre 2017.
- La forêt de Saint-Julien-en-Vercors fait partie du massif forestier du Vercors. Malgré son nom, la forêt domaniale de Saint-Julien-en-Vercors est située sur le territoire de la commune voisine de Saint-Martin-en-Vercors (sur le plateau d'Herbouilly). Cette appellation est due à la proximité du bourg central de Saint-Julien.

La commune fait partie du parc naturel régional du Vercors.
Faune
Selon le site « faune-Drome », un grand nombre d'espèces animales sont présentes sur le domaine forestier et montagnard de Saint-Julien-en-Vercors :
- Mammifères : la belette d'Europe, le chevreuil, le sanglier, le blaireau, le cerf élaphe, l'écureuil, le lièvre européen, le renard roux ainsi que le bouquetin en extrême lisère du territoire communal vers les hauts plateaux.
- Oiseaux : le balbuzard pêcheur, la bergeronnette des ruisseaux, la buse variable, le circaète Jean-le-Blanc, le bruant zizi, le grand corbeau, le faucon crécerelle, le grand-duc d'Europe, de nombreuses types d'hirondelles, de mésanges, de moineaux, de pinsons, mais aussi, des piverts et le vanneau huppé.
- Reptiles : la vipère aspic, la couleuvre verte et jaune et le lézard des murailles sont des reptiles communs sur le territoire de la commune.
- Insectes : il existe sur le territoire de nombreuses espèces de papillons : nombreux types d'azuré, le céphale, le cuivré fuligineux, le Grand nacré, le myrtil, le souci et le tabac d'Espagne qui sont des papillons de jour, et le zygène de la filipendule qui est un papillon de nuit.

Du fait de la présence de nombreuses grottes, de cavités, de cavernes, de scialets, de fermes et de granges abandonnées, le territoire de la commune héberge différentes espèces de chiroptères plus connues sous le nom de chauves-souris. Il faut savoir qu'il est extrêmement rare de rencontrer des chauves-souris car leur reproduction est limitée (un petit par an), qu'elles ne sont ni nocives, ni nuisibles, ni dangereuses et que l'idée qu'elles puissent s'accrocher ou se prendre dans les cheveux n'est pas fondée[réf. nécessaire].
Le loup (canis lupus) a fait sa réapparition dans les Alpes françaises, et même dans le massif du Vercors. Des attaques de loups contre des cervidés et d'autres animaux ont également été constatées en janvier 2018, dans le domaine de la Loubière, espace forestier situé entre les bourgs de Villard-de-Lans, Saint-Julien-en-Vercors et Corrençon-en-Vercors
L'ours (Ursus arctos) a disparu du plateau du Vercors depuis plusieurs décennies. La dernière observation d'un de ces plantigrades a été effectuée sur le territoire de la commune voisine de Saint-Martin-en-Vercors vers la fin du mois septembre 1937 par un certain Julien-Daniel Arnaud et dont le témoignage semble digne de foi. Il s'agit de la dernière rencontre officielle avec un ursidé sauvage en liberté dans les Alpes Françaises

### Héraldique, logotype et devise
|  | Saint-Julien-en-Vercors possède des armoiries dont l'origine et le blasonnement exact ne sont pas disponibles. |